# Колбараш
Колбараш (укр. Колбараш) — левый приток реки Сака, расположенный на территории Чимишлийского (Молдавия) и Тарутинского районов (Одесская область, Украина).

## География
Длина — 13 км. Площадь бассейна — 32,1 км². Русло реки (отметки уреза воды) в среднем течении () находится на высоте м над уровнем моря. Долина — преимущественно правый берег сильно изрезан ярами и промоинами. Русло слабоизвилистое, частично пересыхает. На реке создано два пруда.
Берёт начало от двух ручьёв, при слиянии которых создан пруд, восточнее села Троицкое на территории Чимишлийского района. Река течёт на юго-запад. Впадает в реку Сака (на 34-м км от её устья) южнее села Алексеевка.
Притоки: (от истока к устью) нет крупных.
Населённые пункты (от истока к устью):
1. Новоукраинка
2. Плачинда
3. Алексеевка